# Noel Behn
Noel Ira Behn (Chicago, 6 de enero de 1928-Nueva York, 27 de julio de 1998) fue un actor, novelista, guionista y productor teatral estadounidense.

## Biografía
Su primera novela, The Kremlin Letter / La carta del Kremlin, inspirada en su trabajo en el cuerpo de contrainteligencia del ejército estadounidense, se convirtió en una película de John Huston en 1970. Al respecto llegó a comentar: "En una novela de detectives, el héroe resuelve un crimen: en una novela de espías, el héroe comete uno". Su ensayo The Big Stick-Up at Brink's fue adaptado también al cine en 1978 protagonizado por Peter Falk y Peter Boyle. Su controvertido libro Lindbergh: The Crime profundizó en el secuestro de Charles Lindbergh, teorizando que el bebé habría muerto en un accidente familiar y el secuestro fue falso.
Behn participó en el desarrollo del teatro fuera de los círculos de Broadway en Nueva York dirigiendo producciones del Cherry Lane Theatre durante los años 1950 y 1960. Se debía a que tenía su oficina en el mismo edificio de la calle 57 en que vivían el guionista Paddy Chayefsky, el coreógrafo Bob Fosse y el dramaturgo Herb Gardner, con los cuales amistó y en cuyos proyectos colaboró. También escribió siete episodios de Homicide: Life on the Street entre 1993 y 1997.